# Piane di Lizzola
Le piane di Lizzola sono uno spazio pianeggiante posto nella valle del torrente Bondione, a nord di Lizzola, frazione di Valbondione. Il luogo è ricco di vegetazione con ginepri, rododendri, abeti e faggi.
È un punto di partenza per raggiungere parecchie vette e luoghi orobici come: il monte Sasna, il passo della Manina, il pizzo dei Tre Confini il Pomnolo e molti altri.

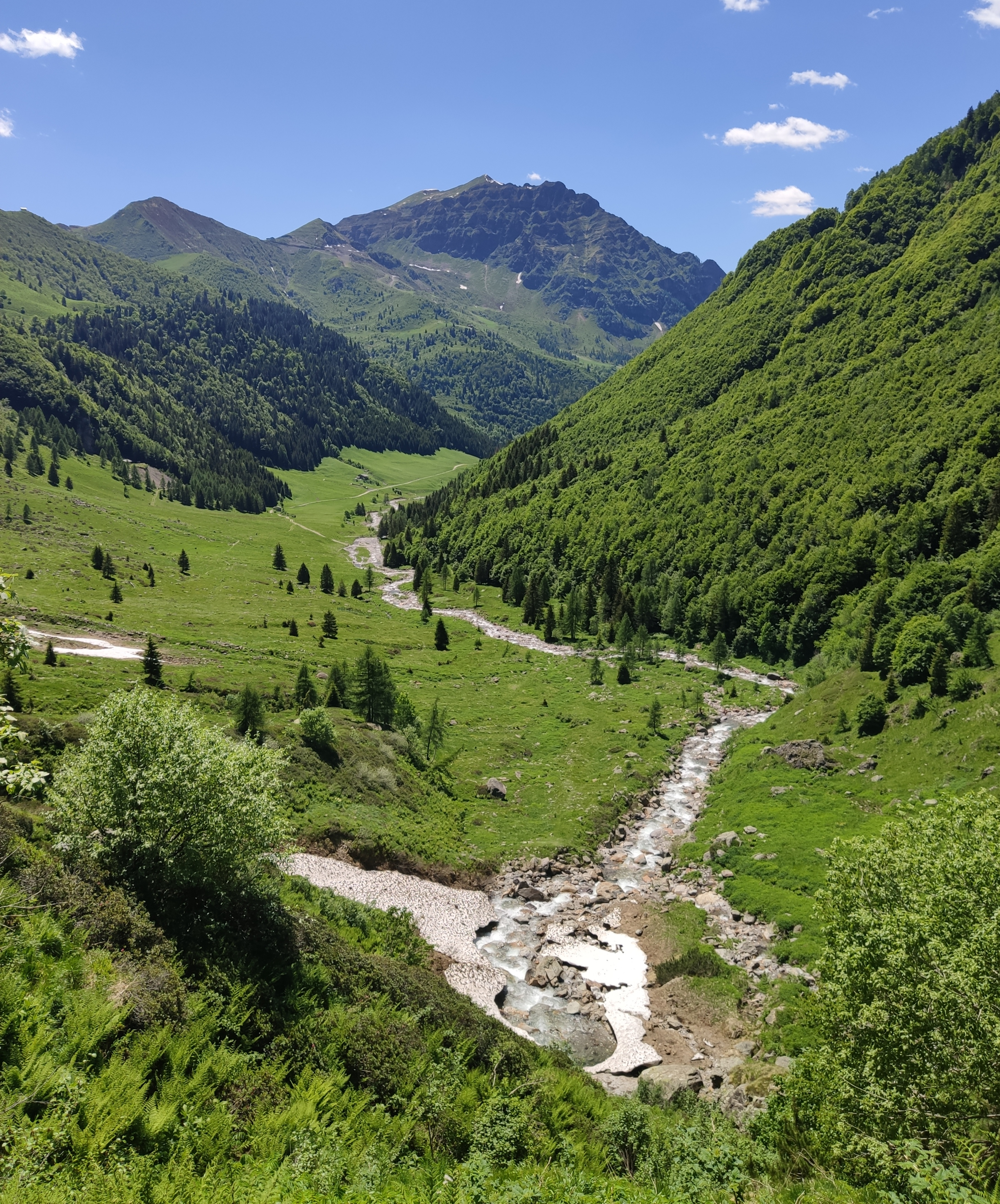

## Come raggiungerle
Raggiunta la parte alta del paese (1.270 m s.l.m.), si sale in una strada dapprima asfaltata e successivamente sassosa verso un grande pianoro che apre la valle delle Piane, dove scorre il torrente Bondione. Sulla destra scendono vallette scoscese e sulla sommità si nota la cappella della Madonna Pellegrina al Passo della Manina (1.821 m s.l.m.). Più oltre, s'incontrano alcune baite e nei pressi si trova l'ingresso della vecchia miniera denominata "Livello Lupi", chiusa negli anni '70. A sinistra oltre il fiume, ci sono le stalle del "Tuff" e poco oltre, dopo aver attraversato il fiume, si può raggiungere Il ristoro estivo degli alpini. 
I monti Pomnolo e Cimone sovrastano la vallata alla sua sinistra. Camminando sulla riva destra del fiume e spostandosi oltre l'ingresso delle miniere sino sotto baite del Crostaro, si possono scorgere gli antichi resti di quello che, secondo la tradizione popolare, fu il primo insediamento in zona, denominato "Campulì". Ancora più in là, in località "Früsnü", al termine della piana, il fiume forma una cascata con piccoli laghi. Sono sconsigliate da visitare durante l'inverno a causa delle possibili valanghe e slavine che possono staccarsi dagli svariati canali presenti sulle montagne circostanti.